# Julian van Dieken
Julian van Dieken (* 1985 in Hamburg) ist ein deutscher Fotograf, Filmemacher, Medienreferent und KI-Künstler. Internationale Bekanntheit erlangte er mit seinem Bildungs- und KI-Kunstprojekt @julian_ai_art und seinem KI-generierten Bild „A Girl with Glowing Earrings“, das im Mauritshuis in Den Haag ausgestellt wurde.

## Leben und Werk
Nach einem Studium der Multimediaproduktion an der FH Kiel widmete sich van Dieken zunächst vor allem der Fotografie und der Filmproduktion im Bildungs- und Werbekontext. Gemeinsam mit der Fachautorin und Bildungsreferentin für frühkindliche Pädagogik Christel van Dieken drehte er mehrere Dokumentar- und Lehrfilme und gründete die Waterkant Academy, ein Fortbildungsinstitut mit eLearning-Plattform für Kitaträger.
Van Diekens dokumentarische Fotografien aus Kindertagesstätten erschienen bisher in vielen deutschen und internationalen Fachpublikationen.
Julian van Dieken ist außerdem Co-Creator des 2013 auf iversity.com veröffentlichten und vom Stifterverband für die Deutsche Wissenschaft ausgezeichneten MOOCs „The Future of Storytelling“, der mit mehr als 90.000 Teilnehmenden zu den damals reichweitenstärksten MOOCs weltweit gehörte.
Julian van Dieken beschreibt sich selbst als einen Medienproduzenten, der an der Schnittstelle von Design, Kunst, Zukunftstechnologien und Bildung arbeitet. Ein zentraler Aspekt seiner Arbeit besteht in der Vermittlung von Medienkompetenz und der Ermutigung zum angstfreien Experimentieren.

### KI-Kunst und das Projekt @julian_ai_art
Als Teil seiner Experimente mit den damals erstmals der Öffentlichkeit zugänglichen bildgenerierenden KI-Tools startete Julian van Dieken im Herbst 2022 den Instagram-Kanal @julian_ai_art, um seine Erfahrungen und Fortschritte zu dokumentieren und zu teilen. Die Regelmäßigkeit seiner Posts und steigende Qualität der Ergebnisse brachten ihm innerhalb weniger Monate über 40.000 Follower (darunter auch der US-Sänger Justin Bieber) und die Aufmerksamkeit einiger Webmagazine ein.
Internationale Bekanntheit erreichte van Dieken im März 2023 mit seinen KI-generierten Bild „A Girl with Glowing Earrings“, das im Mauritshuis in Den Haag, Niederlande, ausgestellt wurde, und der anschließenden Kontroverse um die Frage nach dem Wert von KI-Kunst.
Im selben Jahr erschien auch van Diekens humoristische KI-Bildreihe „Obama and Merkel at the Beach“, die ebenfalls medial weltweit besprochen wurde.
Der Feuilleton-Chef der Süddeutschen Zeitung bezeichnete van Dieken zusammen mit Boris Eldagsen und Charlie Engman als „einen der Pioniere der KI-generierten Fotokunst“.

## Auszeichnungen
- 2013: Auszeichnung des MOOCs The Future of Storytelling durch iversity.org und den Stifterverband für die Deutsche Wissenschaft[13]
- 2023: Auszeichnung von LinkedIn zur Top Voice KI[14]

## Publikationen (Auswahl)

### Bücher
- mit Christel van Dieken: Einblicke in Kitas – Schöne Räume für 0-3-Jährige. Cornelsen Schulverlage, Berlin 2013, ISBN 978-3-589-24743-1.
- mit Thorsten Lübke und Christel van Dieken: Kompetente Kleinkinder – Wie professionelle Krippenarbeit im Alltag gelingt. Verlag das Netz, Berlin/Weimar 2012, ISBN 978-3-86892-048-2.

### Filme
(Quelle: Waterkant Academy)
- mit Christel van Dieken, Arnim Jepsen und Colin Wernicke: (Lern-)Werkstattarbeit in Kitas und Grundschule. Verlag das Netz, Berlin und Weimar 2011
- mit Christel van Dieken: Ganz nah dabei – Eingewöhnung von Kindern unter drei Jahren in Krippe
- mit Christel van Dieken: Ganz nah dabei – Raumgestaltung für 0-3-Jährige in Kitas
- mit Christel van Dieken: Ganz nah dabei – Gestaltung von Alltagssituationen für 0-3-Jährige in Kitas

### Auswahl von Publikationen mit Fotografien von Julian van Dieken
- Christel van Dieken: Raum schaffen für die 100 Sprachen der Kinder. Eigenverlag, Hamburg 2019.
- Christel van Dieken: Was Krippenkinder brauchen – Bildung, Betreuung und Erziehung von Kindern unter Drei. Überarbeitete Auflage. Herder Verlag, Freiburg 2012, ISBN 978-3-451-32567-0.
- Christel van Dieken mit Bärbel Effe und Brigitte Metzler: Kinderkunstwerkstatt – Ein Handbuch zur ästhetischen Bildung von Kindern unter drei Jahren. Verlag das Netz, Berlin 2010, ISBN 978-3-86892-017-8.
- Christel van Dieken: Werkstattpädagogik digital. In: Wamiki. 2/2020, S. 43–47, ISSN 2363-7714
- Christel van Dieken: Das Konzept der Offenen Werkstatt – Raum schaffen für die 100 Sprachen der Kinder. In: Unsere Kinder, Österreich. 3/2018, S. 4–9, ISSN 2518-3907